# 율리야 볼코바
율리야 올레고브나 볼코바(러시아어: Ю́лия Оле́говна Во́лкова, 1985년 2월 20일 ~ )는 러시아의 가수로, 걸 그룹 t.A.T.u.의 전 구성원이다.